# 단위원
단위원(單位圓,unit circle)은 반지름이 1인 원이다. 특별히 해석기하학에서는 원점 {\displaystyle (0,0)} 을 중심으로 하는 반지름이 1인 원을 말한다. 즉, 원점으로부터 거리가 1 인 점의 자취이다.
많은 경우 단위원은 {\displaystyle S^{1}}으로 표시한다. 이것은 일반적인 {\displaystyle n} 차원 구면(sphere) 개념 중 {\displaystyle n=1}의 경우를 뜻한다.
{\displaystyle S^{1}=\left\{(x,y)\in \mathbb {R} ^{2}|x^{2}+y^{2}=1\right\}.}

## 단위원 위의 임의의 한 점의 삼각매개화
단위원 위의 임의의 점 {\displaystyle P}를 극좌표를 이용하여 나타내는 경우, {\displaystyle (r,\theta )=(1,\theta )} ({\displaystyle \theta }: 점 {\displaystyle P}와 원점을 이은 반직선 {\displaystyle OP}와 {\displaystyle x}축이 이루는 각, {\displaystyle 0} ≤{\displaystyle \theta } ≤ {\displaystyle 2\pi })으로 나타낼 수 있다. 또한 이 점을 직교좌표를 이용하여 표현하는 경우, 이 점의 좌표는 {\displaystyle (x,y)}로 나타낼 수 있다.
| 점 {\displaystyle P}에 의해 만들어지는 직각삼각형 |

점 {\displaystyle P}에 의해 만들어지는 직각삼각형에 대해, 삼각함수 중 사인 함수와 코사인 함수의 정의를 적용하면 {\displaystyle sin\theta ={\frac {y}{r}},cos\theta ={\frac {x}{r}}}으로 나타낼 수 있다.
단위원의 경우, 원점으로부터의 거리 {\displaystyle r=1}이므로 {\displaystyle y=sin\theta ,x=cos\theta }로 정리할 수 있다.
이와 같은 방식으로 삼각함수의 정의를 이용하여 단위원 위의 모든 점을 '원점으로부터의 거리({\displaystyle r})'와 '{\displaystyle x}축의 양의 방향과 이루는 각도({\displaystyle \theta })'로 나타내는 것을 '단위원의 삼각매개화'라 한다.

## 단위원 위의 임의의 한 점의 유리매개화
단위원 위의 임의의 한 점 {\displaystyle P}를 유리매개화 하기 위해, 기울기가 {\displaystyle t}({\displaystyle t}: 임의의 실수)이고 단위원 위의 한 점인 {\displaystyle (-1,0)}을 지나는 직선 {\displaystyle l}을 생각한다. 이 경우, 직선 {\displaystyle l}은 단위원과 2개의 교점을 갖는다. 하나는 {\displaystyle (-1,0)}, 다른 하나는 유리매개화를 하려고 하는 임의의 점 {\displaystyle P}가 된다. 따라서 단위원의 원의 방정식과 직선 {\displaystyle l}의 방정식을 연립하여 점 {\displaystyle P}의 좌표를 찾아낸다면, 임의의 실수 {\displaystyle t}에 대해 원 위의 모든 점(단, {\displaystyle (-1,0)}은 제외)을 유리매개화 할 수 있다.
|  |

단위원의 원의 방정식: {\displaystyle x^{2}+y^{2}=1.}
직선{\displaystyle l}의 직선의 방정식: {\displaystyle y=tx+t.}
직선{\displaystyle l}의 방정식을 원의 방정식에 대입하여 변수 {\displaystyle y}를 소거하면 {\displaystyle x}에 대한 이차방정식을 얻을 수 있다.
{\displaystyle x^{2}+(tx+t)^{2}=1.}
{\displaystyle \Rightarrow x^{2}+t^{2}x^{2}+2t^{2}x+t^{2}-1=0.}
{\displaystyle \Rightarrow (1+t^{2})x^{2}+2t^{2}x+(t^{2}-1)=0.}
얻어낸 {\displaystyle x}의 이차방정식을 근의 공식을 이용하여 근을 찾아내면 그것이 점 {\displaystyle P}의 {\displaystyle x}좌표가 된다.
{\displaystyle x={\frac {-t^{2}\pm {\sqrt {t^{4}-(t^{2}-1)(t^{2}+1)}}}{(1+t^{2})}}={\frac {-t^{2}\pm {\sqrt {t^{4}-(t^{4}-1)\ }}}{(1+t^{2})}}={\frac {-t^{2}\pm {\sqrt {t^{4}-t^{4}+1}}}{(1+t^{2})}}={\frac {t^{2}\pm 1}{1+t^{2}}}.}
{\displaystyle \therefore x=-1} 또는 {\displaystyle x={\frac {1-t^{2}}{1+t^{2}}}.}
따라서, 점 {\displaystyle P}의 {\displaystyle x}좌표는 {\displaystyle x={\frac {1-t^{2}}{1+t^{2}}}}이다. {\displaystyle x}좌표를 직선 {\displaystyle l}의 방정식에 대입하여 {\displaystyle y}좌표도 찾아, 점 {\displaystyle P}의 좌표를 완성시키면 다음과 같다.
단위원과 직선{\displaystyle l}의 교점: {\displaystyle P=\left({\frac {1-t^{2}}{1+t^{2}}},{\frac {2t}{1+t^{2}}}\right)}.
이와 같은 방식으로 원과 두 개의 교점을 갖는 직선을 이용하여 단위원 위의 모든 점의 좌표(단, {\displaystyle (-1,0)}제외, {\displaystyle t}가 {\displaystyle \pm \infty }로 발산하는 경우 점 {\displaystyle P}는 {\displaystyle (-1,0)}로 수렴한다)를 임의의 실수 {\displaystyle t}에 대한 식으로 나타내는 것을 '단위원의 유리매개화'라고 한다.
참고) 단위원 위의 임의의 한 점의 유리매개화를 통해 단위원과 임의의 곡선 {\displaystyle g(x,y)}의 교점의 개수를 구할 수 있다.
예를 들어, {\displaystyle f(x,y)=x^{2}+y^{2}-1,g(x,y)=0} 라 하자. 단, {\displaystyle f(x,y)}는 단위원 {\displaystyle g(x,y)}는 임의의 곡선이며 {\displaystyle g(x,y)}의 차수는 {\displaystyle n}이라 하자.
결론부터 말하자면, {\displaystyle f(x,y)}와 {\displaystyle g(x,y)}의 교점의 개수는 많아야 {\displaystyle 2n}개 이하이다.
우선, 두 곡선 {\displaystyle f(x,y)}와 {\displaystyle g(x,y)}의 교점 {\displaystyle Q}는 단위원의 유리매개화를 통해 {\displaystyle (-1,0)}을 제외한 모든 점에서 아래와 같이 유리매개화할 수 있다.
{\displaystyle Q=\left({\frac {1-t^{2}}{1+t^{2}}},{\frac {2t}{1+t^{2}}}\right)}
이 때, {\displaystyle (x,y)=\left({\frac {1-t^{2}}{1+t^{2}}},{\frac {2t}{1+t^{2}}}\right)}로 놓을 수 있고 {\displaystyle g(x,y)=g\left({\frac {1-t^{2}}{1+t^{2}}},{\frac {2t}{1+t^{2}}}\right)=0}이다.
여기서 {\displaystyle g(x,y)=g\left({\frac {1-t^{2}}{1+t^{2}}},{\frac {2t}{1+t^{2}}}\right)=0}을 만족하는 {\displaystyle t}의 개수가 교점의 개수이다.
따라서 우리가 알고 싶은 것은 {\displaystyle t}의 차수(degree)이므로, {\displaystyle t}에 대해 정리한 각 항의 일반적인 형태는 다음과 같다.
{\displaystyle C}ij{\displaystyle ({\frac {1-t^{2}}{1+t^{2}}})^{i}}{\displaystyle ({\frac {2t}{1+t^{2}}})^{j}}{\displaystyle =}{\displaystyle C}ij{\displaystyle {\frac {(1-t^{2})^{i}(2t)^{j}}{(1+t^{2})^{i+j}}}}
(단, {\displaystyle C}ij는 각 항의 계수이며, i+j<n이다.)
그리고 위 식 우변에 {\displaystyle (1+t^{2})}i+j을 곱하면,
{\displaystyle C}ij{\displaystyle (1-t^{2})^{i}(2t)^{j}(1+t^{2})^{n-i+j}}
그러므로 차수({\displaystyle degree})를 생각하면 다음과 같다.
{\displaystyle 2i+j+2n-2(i+j)}
{\displaystyle =2n-j<2n}
따라서 {\displaystyle t}의 차수가 {\displaystyle 2n}보다 작으므로 단위원과 임의의 곡선 {\displaystyle g(x,y)}의 교점의 개수는 많아야 {\displaystyle 2n}개 이하이다.

## 복소평면의 단위원
복소평면상의 단위원은 절댓값이 1 인 복소수의 자취
{z ∈ C | |z| = 1} = {exp(iθ) | 0 ≤ θ < 2π}
가 된다 (exp는 자연대수의 밑인 e 을 밑으로 하는 복소변수 지수함수). 이 집합은 복소수의 통상의 곱에 관해서 닫혀 있고 군(群, group)을 이루어 원주군 (circle group)으로 불리기도 한다. 이것은 또 1차원의 유니타리 군으로 불리는 리 군이며 U(1)라고 표시한다.

## 같이 보기
- 삼각함수
- 단위정육면체
- 단위구
- 단위정사각형